# Radio Metro
Radio Metro är en norsk radiostation som blev lanserad 15 januari 2009.  Stationen spelar musik musik från 1960-talet tills idag. Stationen sänder i Oslo, Romerike, Buskerud, Østfold, Gjøvik, Lillehammer, Trondheim och Bergen.